# Hugo Wolf
Hugo Wolf (Slovenj Gradec, 13 marzo 1860 – Vienna, 22 febbraio 1903) è stato un compositore austriaco.

## Biografia
Sebbene la propaganda nazionalistica prima, e nazionalsocialista poi, abbiano insistito fino agli anni '40 (influenzando anche le biografie più accreditate, come quella di Frank Walker), sulla discendenza tedesca della famiglia Wolf da parte di padre, studi e ricerche più recenti hanno appurato che gli avi del compositore erano sloveni da entrambe le parti (Vouk il cognome del bisnonno paterno, Orehovnik quello del bisnonno materno). I nonni furono i primi a trasformare i cognomi nella versione tedesca, Wolf e Nußbaumer, con i quali furono registrati i nomi del padre e della madre del compositore, Philipp Wolf (1828-1887) e Katharina Nussbaumer (1824-1877). Quest'ultima era nata a Malborghetto-Valbruna, dal 1919 in territorio italiano.
Quarto di sette figli (Modesta, Adrienne, Max, Hugo, Gilbert, Katharina, Adrienne), Hugo iniziò gli studi musicali con il padre, e a cinque anni prese le prime lezioni di pianoforte e teoria alla locale scuola elementare. Nel 1868 assistette per la prima volta a una rappresentazione operistica (il Belisario di Donizetti), restandone fortemente impressionato. Tra il 1870 e il 1875 ebbe una carriera scolastica assai discontinua e problematica. Solo nel 1875, vincendo le resistenze paterne, poté iscriversi al conservatorio di Vienna, dove strinse amicizia con Gustav Mahler, con il quale condivise per qualche tempo un appartamento. Insofferente alla formazione accademica (Robert Fuchs e Franz Krenn furono i suoi insegnanti), uscì dal conservatorio due anni dopo, vivendo da quel momento in condizioni economiche assai difficili. In quel periodo sopravviveva dando lezioni private e grazie all'aiuto della famiglia e di una rete di amicizie nell'ambiente musicale e intellettuale viennese. In particolare, fu il precettore musicale dei figli del Dottor Joseph Breuer, uno dei padri della psicanalisi moderna e co-autore con Sigmund Freud degli Studi sull'Isteria (1895). Risale al 1875 una delle sue esperienze più memorabili, l'incontro con il suo idolo Richard Wagner all'Hotel Imperial di Vienna. A quegli anni risalgono le prime composizioni: esperimenti nella forma sonata, cori (composti anche seguendo le indicazioni di Hans Richter), e soprattutto Lieder.
Nel 1881 ottenne un posto come vice maestro di cappella a Salisburgo, ma lo lasciò dopo soli due mesi.
Tra il 1884 e il 1887, grazie all'intervento della famiglia Köchert, fu assunto come critico musicale del "Wiener Salonblatt", una rivista dell'aristocrazia viennese. In questo ruolo da principio assunto solo per motivi economici ebbe modo di esporre con prosa tagliente e grande competenza tecnica il senso della propria estetica musicale. Si erse a paladino di compositori come Liszt, Wagner, Bruckner, Berlioz, attaccando con toni spesso fin troppo polemici e feroci gli esponenti di quello che egli considerava il conservatorismo imperante, in particolare Brahms e Dvořák.
Queste posizioni radicali ebbero ripercussioni sui primi passi del compositore Wolf nell'ambiente musicale viennese. Il suo poema sinfonico Penthesilea, scritto su consiglio di Liszt, fu ridicolizzato dal direttore Hans Richter e dagli strumentisti dell'Orchestra Filarmonica durante una prova pubblica. Il suo quartetto d'archi in re minore fu snobbato dal Quartetto Rosé.
Nel 1887, non appena lasciato il posto di critico, compose uno dei primi capolavori, la Serenata Italiana per quartetto d'archi. La morte del padre, pochi giorni dopo, lo gettò in un lungo periodo di disperazione. All'inizio del 1888, dopo che le sue prime raccolte di Lieder furono pubblicate grazie all'intervento dell'amico Friedrich Eckstein, trovò la via e l'ispirazione per una serie di creazioni che cambiarono radicalmente la storia stessa del Lied tedesco. Nell'arco di meno di due anni compose il volume di Lieder su poesie di Mörike, quello su poesie di Goethe, il Canzoniere Spagnolo (Spanisches Liederbuch), il primo volume del Canzoniere Italiano (Italieschisches Liederbuch), su testi di Paul Heyse da canti popolari italiani, per un totale di oltre 170 Lieder, componendo spesso due o tre Lieder al giorno. Le lettere di quei mesi, in particolare quelle alla musa e amante Melanie Köchert, danno conto di un'euforia creativa senza precedenti.
A questi anni così produttivi fecero seguito anni di depressione e scarsa ispirazione, cui si aggiungevano le consuete difficoltà economiche. Solo nel 1896 riuscì a comporre il secondo volume dell'Italienisches Liederbuch. Nel marzo del 1897 scrisse i suoi ultimi tre Lieder, su poesie di Michelangelo Buonarroti tradotte in tedesco da Walter Robert-Tornow. A quell'epoca la sua fama di compositore, anche grazie alla continua opera di proselitismo e propaganda dei suoi amici più influenti (in particolare Joseph e Franz Schalk), aveva cominciato a consolidarsi e a varcare i confini dell'Austria. Furono fondate Società Hugo Wolf a Stoccarda e a Vienna.
Nel 1896 venne rappresentata a Mannheim l'opera Der Corregidor, composta in pochi mesi dopo anni di vana ricerca di un libretto. L'opera, tratta da "Il cappello a tre punte" di P. Alarcòn, ottenne un buon successo, ma non è mai entrata nel repertorio corrente dei teatri d'opera tedeschi. Nel 1897 Wolf intendeva proseguire su quella stessa falsariga con l'opera Manuel Venegas, di cui tuttavia riuscì a completare solo parte del primo atto. Nel settembre 1897 un attacco maniacale dovuto al progredire dell'infezione sifilitica contratta circa venti anni prima, costrinse gli amici a far ricoverare Wolf in una clinica privata di Vienna. Dimesso agli inizi del 1898 per un'apparente remissione della malattia, fece un viaggio nell'Italia del nord e poi si ritirò a Traunkirchen, dove nell'autunno tentò il suicidio nel lago di Traun.
Venne quindi internato in manicomio fino alla morte avvenuta cinque anni più tardi.

## La musica
Wolf scrisse circa 340 Lieder, due opere (Der Corregidor e Manuel Venegas, la seconda incompiuta), musica di scena, musica corale, un poema sinfonico. Orchestrò circa una trentina dei suoi Lieder. In gioventù aveva composto musica pianistica, alcune opere orchestrali di buon valore, tre opere per quartetto d'archi di cui almeno due (il Quartetto in re minore e la Serenata Italiana) sono entrate nel repertorio dei migliori quartetti mondiali.

## Elenco delle composizioni più significative

### Lavori teatrali
- Der Corregidor (1895) su libretto di Rosa Mayreder dal romanzo Il cappello a tre punte, di Pedro Antonio de Alarcón.
- Manuel Venegas (incompiuta, 1897), su libretto di Moritz Hoernes dal romanzo El niño de la bola di Pedro Antonio de Alarcón.

### Lieder
- Lieder giovanili (circa 100) su testi di poeti diversi (1875-1884)
- Sechs Lieder für eine Frauenstimme (1877-1882, pubbl. 1888)
- Sechs Gedichte von Scheffel, Mörike, Goethe und Kerner (1883-1887, pubbl. 1888)
- Mörike-Lieder (1888), su testi di Eduard Mörike.
- Eichendorff-Lieder (1889), su testi di Joseph von Eichendorff.
- Goethe-Lieder (1890), su testi di Johann Wolfgang von Goethe.
- Alte Weisen (1890) su testi di Gottfried Keller.
- Spanisches Liederbuch (1891) su testi spagnoli tradotti da Emanuel Geibel e Paul Heyse
- Italienisches Liederbuch (1892, 1896), su testi di canti popolari italiani tradotti da Paul Heyse.
- Michelangelo Lieder (1897), su testo di Michelangelo.

### Lavori strumentali
- Quartetto per archi in re minore (1878-84)
- Penthesilea, poema sinfonico dall'omonimo dramma di Heinrich von Kleist (1883-85)
- Humoristisches Intermezzo per quartetto d'archi (1886)
- Italienische Serenade per quartetto d'archi (1887, orchestrata nel 1892)
- Musiche di scena per Das Fest auf Solhaug di Ibsen (1890-91)